# Cosmophasis fagei
Cosmophasis fagei là một loài nhện trong họ Salticidae.
Loài này thuộc chi Cosmophasis. Cosmophasis fagei được Roger de Lessert miêu tả năm 1925.